# セクト

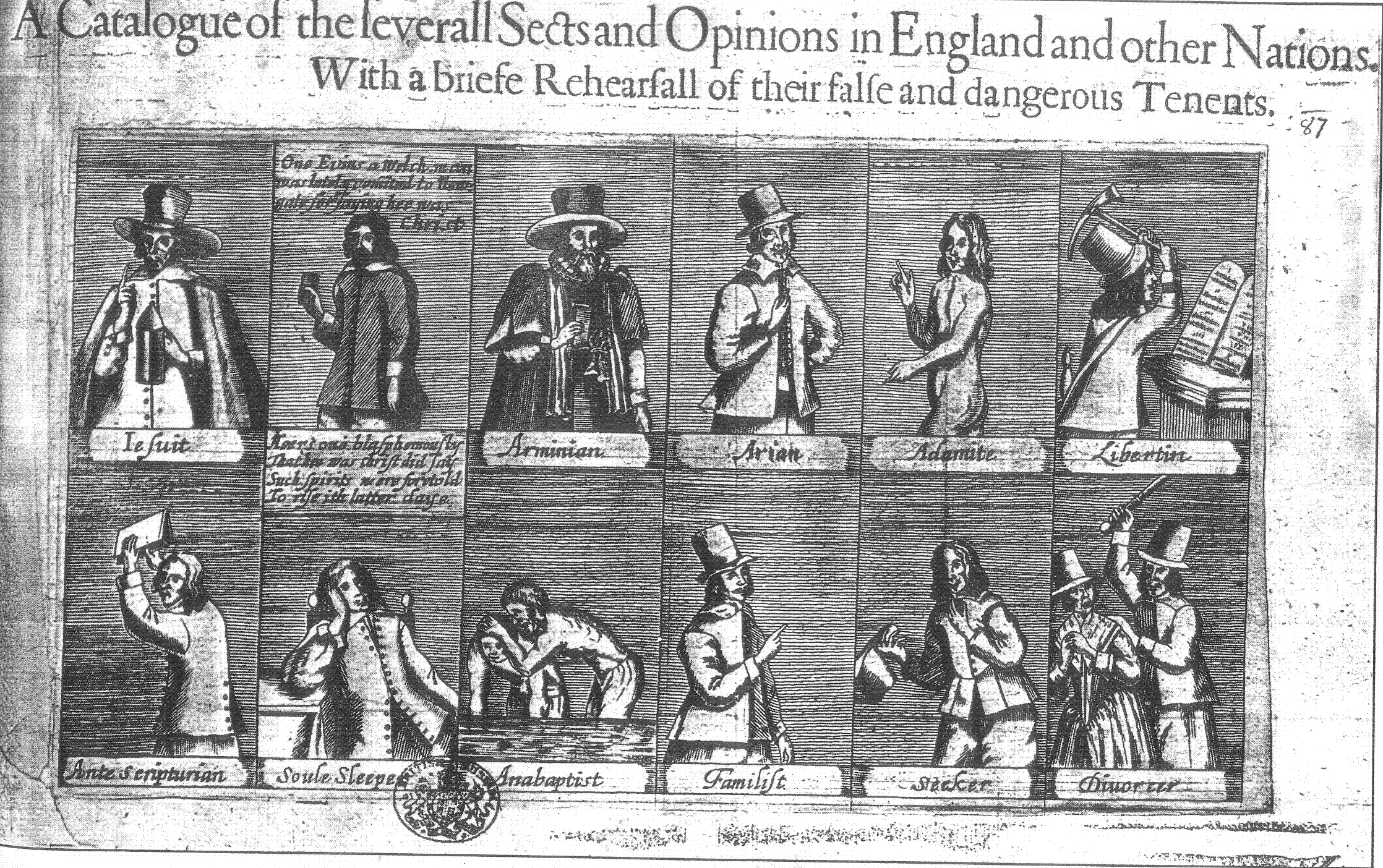
イングランドなどの宗派の一覧。 Broadsheet. 1647年

セクト（Sect）は元来、それぞれの宗教から派生した「分派」のこと。一様には定義できないが、近年、宗教団体による深刻な社会問題がしばしば起こったことで、ヨーロッパの各国でも同様な法整備がなされたことから、セクトには「カルト」と関連する語として、社会的に警戒を要する団体という否定的な意味も加わった。日本では、「セクト」と「カルト」は、かなり異なる概念を表す。

## 定義

### 語源
「セクト」(Sect) という言葉は「後を追う・続く・受ける」を意味するラテン語「secta」から派生したものという説がある。また、「結ぶ・繋がる」を意味するラテン語「religare」が「religion」（宗教）となったことに関連して、「切る・断つ」を意味するラテン語「sectare」から派生したものとする語源学者もいる。このように「セクト」とは、既に認知・確立されている宗教の「分派」、もしくは、思想的指導者のもとに集まった人たちの「集まり」、を指す。こうしたことから、仏教、ヒンドゥー教、神道、道教などから派生した団体を指して「セクト」という表現をする。しかしながら、前出の宗教が離脱や分裂に対して、比較的寛容であったのに対し、教えの正統性を重視するキリスト教は、離脱や分裂そのものに反対してきた。キリスト教国で「セクト」の語が否定的な意味合いを持つのは、こうしたことによる。
現在の代表的宗教の幾つかは、それ以前に存在していた宗教のセクト（分派）が起源になっている。例えばキリスト教は、ユダヤ教のセクトとして派生し、ユダヤ教の教義（『旧約聖書』）を継承している。これらの宗教は、時を経るにつれて信者を増やし、別個の宗教として公に認知されるようになったのである。
ラテン語の「secta」に相当するギリシア語は、「haireis」（選択、教義の好み）である。「hérésie」（エレジー）とは元々、思想の学派（学校）のことであった。古代の哲学者エピクロスが自らの理想の実践のために作った「エピクロスの園」は、そうした「hairesis」の一つであった。古代においては、「セクト」の語源となった「haireis」に軽蔑的なニュアンスは無かったのである。後世になり、ある特定の宗派が政治権力と結びつくに至ると（例：コンスタンティヌス1世によるキリスト教の公認）、「orthodoxie」（正統派）という観念や、「hétérodoxie」（異端・異説）」という観念が発生した。正統とは「王のセクト」に過ぎなかったとする見方をする著作もある。

### 社会学的定義
19世紀にマックス・ヴェーバー (Max Weber) とエルンスト・トレルチ (Ernst Troeltsch) の二人の社会学者が、「セクト」とは「社会に対し、強硬的かつ断絶的な姿勢を持つ過激主義的宗教グループ」であると定義した。これにより、教会は社会による二極分化的な評価に晒され、多くの宗教は穏健な社会的地位を獲得した。
この定義は20世紀末まで受け継がれたのであるが、近代社会において「セクト」の意味合いが変化していることから、今日の現状に即していないと考える人たちがいる。しかし、様々な議論があるため、「セクト」の語義と定義についての意見の一致は難しいのが現状である。
この社会学的定義においては“セクトと社会の断絶性”が根本的な判断基準となる。この断絶こそが常に問題とされるのであり、見方によって、セクトに問題があるとされたり、社会の側にこそ問題があるとされる。ある者は損失だと言い、ある者は利益だと言うように、解釈は分かれる。一方にとっては予防策であり適切な懲罰であるが、他方にとっては迫害なのである。時として事態は、対立や内戦に発展することもある。
プロテスタントが長い間、カトリック教会から「異端」とみなされて、ルネッサンス期には弾圧を受け、ヨーロッパにおける長期の戦争（フランスやドイツにおける内戦、宗教を異にする国による戦争）や虐殺（1572年8月23日のサン・バルテルミの虐殺、マクデブルク占領など）に発展したのはこうしたことによる。その数世紀前、「hérésie cathare」（異端カタリ派）」に対して行われた宗教裁判による迫害は、それ以上に激しいものであった。

### 近代
19世紀から20世紀の変わり目の頃、ドイツのマックス・ヴェーバーやエルンスト・トレルチなどの社会学者、神学者による説では、キリスト教団体を「教会」（各国の主要な教団）と「セクト」に分ける類型法が提唱されたが定着していない。セクトは既存の教会を批判し、宗教的により正しい生き方を目指して分派した小規模団体であると定義した。また、20世紀後半、「教会→教派→分派」に次ぐ下部概念とする学術的試みがあったが、これも定着はしなかった。
1980年代には、「カルト」によって多くの問題（集団自殺、政治金融スキャンダル、労働法違反、不法医療行為など）が引き起こされた。
2001年5月30日、フランスの国民議会において、人権や基本的自由を侵害する傾向のある団体について、「セクト法案」（日本での別名：アブ・ピカール法、反セクト法、2001年6月12日施行）が採択され、「信者の心理的、身体的依存状態をつくり出し、利用しようとする団体」について対策をすることとした。セクト法案の要約は「組織的に信者を扇動し犯罪を起こさせたり、洗脳を行い信者に犯罪を起こさせるなど組織自体の犯罪誘因性が高い場合、裁判を開いて解散の可否を問えるようにする法律」である。

## 反セクト運動
セクトに反対する運動を行う団体は、セクトは個人と社会の安寧を脅かすと捉えている。そして、情報提供や合法的運動を通じ、また必要とあれば裁判を起こすなどして、セクトによる被害に対処しようとしている。「セクトとは、社会と断絶し、社会に対立する全体主義的なグループである」という見解の下、市民を守るという理念で活動している。セクト団体が行っている精神操作が、肉体的・精神的・知能的・人間関係的・宗教的・哲学的・教育的・連帯的・政治的・経済的な面において人間を破壊すると考えているのである。
また、こうした運動はセクトが社会を支配する脅威についても懸念している。真理を保持していると信じている者はそれを他者に熱心に伝えようとするため、セクト団体は大きくなる。そして、それらのセクト中には多数の信者（会員）より得た巨額の資金や活動によって、宗教的信念または世俗的動機から、経済・政治・司法の中枢に侵入しようとするものがあるからである（そのような野望をセクトは公には語らないが、内部で語られたものが、離脱者によって伝えられている）。
今日の世界の安全保障それ自体が、宗教戦争の時代がそうであったように、既に蝕まれていると考える者もおり、セクト同士の闘争やセクト的宗派を含む宗教同士の闘争が、既に地球規模に拡大していると考える者もいる。また、アメリカ政府がヨーロッパ諸国の問題に介入している、あるいは、ヨーロッパがセクトから法的に身を守ろうとしている一方でそのセクト団体がアメリカで好意的な支援を受けている、と指摘する者もある。
反セクト団体は、科学者や社会学者たちは、セクト団体の危険性を過小評価している、と主張している。実際、セクト擁護者の幾つかの研究に対してセクト団体からの資金提供があったことが明らかになっている。このように、反セクト団体は、セクトの主張の客観性の欠如を告発したり、セクトの擁護者となっている社会学者を公表したりしている。これら反セクト運動に対抗するため、セクトの中には反対する者たちの評価を落とすための作為的な情報操作や、買収や、嫌がらせや脅迫を初めとした様々な妨害行為を行うものもあり、法的な制裁を受けたものも少なからずいる。1990年代には、反セクトの有力な機関だったCAN（カルト警戒ネットワーク）がセクト側との裁判での敗訴し、多額の損害賠償金による破産で、CANの商標がサイエントロジー側のものになり、まったく正反対の組織になるという事態も起きた。この時の裁判で取り扱われた事件内容であるが概要は下記の通りである。CANは普段から家族の依頼の元、洗脳された信者を家族に会わせる活動を行っていた。本件に置いても、家族の依頼の元CANはサイエントロジー信者の説得を行ったのだが、信者は説得に応じず家族に会うことすら拒否した。
CANは洗脳されていると判断しやむなく信者を拉致監禁したうえで、信者を家族の下に送り届けた。この件について拉致監禁を訴えられたのであり、裁判に負けたのも当然といえる。しかし全財産を教団に委譲したうえ、家族に会うことすら拒む信者や集団自殺などの事例もある以上依頼する家族の気持ち当然であり、毒を持って毒を制す団体だったといえる。世の中には反セクトを隠れ蓑とする団体等もあり多種多様である。

### 反セクト団体の主張
「Association de défense des familles et de l'individu（ADFI、家族と個人を守る会）」、「Centre de documentation, d'education et d'action contre les manipulations mentales（CCMM、精神操作防止資料教育活動センター、マインドコントロール救済センター）、「Centre Roger Ikor」（ロジェ・イコール センター）等のセクトに反対する運動団体が、セクト指定の新たな判断基準を定め、一定の成果を収めている。
セクト指定の判断基準は以下の通り。
- 信徒（会員）の精神的操作
- カリスマ性を持つグル・教祖・指導者や、その側近への権力集中
- ピラミッド型組織
- 財産の接収
- 唯一排他的な教義

## セクト擁護者
セクトの擁護者は、反対派が被害を受けているという訴えを相手にせず、セクトを迫害の被害者だと説明しようとする。そして、自分たちは「魔女狩り」に遭っているのであり、精神性と思想の自由に対する現代版の宗教裁判が行われているのだと主張する。彼らにとって反セクト思想とは信者（会員）に教義や指導者に対する不信感、恐怖感を引き起こし、脱会させることを目的としたもので、脱退者の証言を元に世論を操作する不寛容の合理化なのである。また、反対する者たちを、宗教の価値を理解しない、無神論、唯物論者であるとか、お金目当てであるかのように決め付けて非難することも多い。
彼らはまた、セクトの判断基準（精神操作・権力集中など）が曖昧で、広く認知されている宗教はもとより、企業やスポーツクラブなどの非宗教団体の殆どにも当てはまり、また、セクトの呼称自体が恣意的だと主張している。
彼らの主張によれば、反セクト運動は、標的とする団体を指名することに集約されている。団体の信用をなくさせようとする目的の、事実に基づかない中傷的な運動が展開されていると彼らは考えている。彼らの標的のひとつが「UNADFI（個人と家族を守る会全国連合）」であり、セクトに対する重大な間違った考えをしていると非難し、とりわけ小児性愛の問題については、証言が嘘であると非難している。
セクトという語に侮蔑的な意味が加わったことにより、セクト擁護者やセクトとされる団体は、より中立で好意的な言葉である「新宗教運動（新宗教団体）」の呼称を好むようになっている。

## 論争・批判
こうした判断基準に誰しもが同意しているものではない。また、セクトとみなされている団体についてこれら全ての判断基準が当てはまっているということでもなく、セクトとみなす基準がこれらだけであるということでもない。実際のところ、既存の判断基準には当てはまらず、規模も小さな新しい宗教グループが出現しているが、それらがセクトではないと保証されるわけではない。
今日では、教義そのものよりも、信徒（会員）に対する態度を重視して判断する。宗教団体ではないグループもセクト扱いするのは、このためである。
イギリスで使われている二つの単語を比較してみると、フランス語における曖昧さを打ち消すことが出来る。先ず「sect」であるが、これは語源学的定義によるものであり、「sectes protestantes（プロテスタント派）」のように悪い意味合いを持たないものである。次に「cult」であるが、これはフランス語の「secte」の社会学的定義によるものである。
セクトの語意と適用に関する論争の大部分は、その語意の多様性起因するが、以下のような事例をみることができる。
語源学的意味既存宗教の新たな宗派（教派）
強い否定的な意味信徒（会員）を精神的に操作したとして罰せられたセクト的団体全て（学術的に厳密に定義される「破壊的カルト」）
広義での否定的意味搾取目的で信徒（会員）を精神的に操作していると疑われている全ての組織（世俗的に無責任に用いられる蔑称としての「カルト」）
信仰体系や独自思想を持ち、精神的操作を行っていないと思われる「新たに始まった宗教」という意味（新宗教）。
市民によって付け加えられた2つの従属的意味が否定的なものであることから、宗教に批判的な者は、（問題のある）「セクト」と「宗教」の言葉の違いを最小限に留め、セクトの問題を宗教全体の問題としたいという思惑から、「新たに始まった宗教（=新興宗教）」という言葉を遣っている。これに対し、主要な宗教の擁護者は、「広義での否定的意味」を採用し、彼らが危険と判断する団体をおしなべてセクトと看做す。他方で、信教の自由を重んじる者は、有害性についての客観的判断を尊重し「強い否定的な意味」を採用するに留め、精神操作を行っていない宗教・思想団体に対する不当な疑惑が起きないよう、この用語の適用を控えている。
こうした異なった見解は、精神操作の概念を特定することの難しさに起因するものであり、とりわけ、宗教的「教化」と区別することが難しい。

### メディア及び諸団体による批判
特定のセクト団体によって繰り返しおこされた事件、とりわけ集団自殺や性的暴行に関する報道が過熱すると、セクト擁護者たちは、世論に影響を与えるための扇動だと指摘した。
「セクト現象」の過熱報道は、趣旨の異なる団体までをも混同して同一視する事態を導いた。そして、犯罪グループ・危険組織・小児愛グループ・全体主義団体にはじまり、宗教団体・秘教団体や単なる風変わりな団体などの犯罪を起こしたことがない団体までをも「セクト」と呼ぶようになったのである。
この現象は、セクト反対者によれば、近代的定義の内容によるものだと理解される。メディア報道が特定団体内部における悪事に光を当てた一方で、他の人々や団体にとって非常に有害な事態を引き起こした。人権宣言で保障されているはずの信教の自由と思想の自由が、しばしば侵害されたのである。
セクト擁護者によれば、セクト扱いされた団体に所属するという理由で解雇されたり、子供の保育を断られたり、商業契約を破棄されたりしたというケースが発生している。歌手のNayah（本名Sylvie Mestre）がメディアから受けた圧力や、彼女を包んだ疑惑ムードは、その好例である。1999年にユーロビジョン・ソング・コンテストにフランス代表に選ばれるなどの活躍をしていた彼女であったが、ラエリアンムーブメントとの関係が取り沙汰された影響でキャリアに終止符を打っている。プロデューサーに対する反セクト団体からの圧力が強く、テレビ出演やコンサートが中止に追い込まれ、最後には契約が破棄されたのであった。

### 再考
- セクト的で危険であるとみなされる団体に対して、「市民を保護するために国が干渉するべきである」という考える人たちと、「市民の信仰と結社の自由を制約する権利を国は持たない」と考える人たちとが、長期にわたって議論を重ねている。カナダの社会学者ダニエル・ヒルは、次のように述べている。

自由を尊重する社会は、自ら進んで自立性を放棄したり、無駄な目的のために財産を費やしたり、自らに有害なことを実践したりしている人たちを保護出来るとは限らないということを受け入れなければならない。それが信仰や結社の問題なのであるが、真に自由な個人は、自身の選択から喜びを受けることも自由であると同時に、それによって苦しみを受けることも自由なのである（J.F. Mayerが Sectes nouvelles, un regard neuf で引用。1985年）。
- フランスは、セクトに関する委員会の報告書の中で、セクト団体リストを作成したが、激しい批判がなかったわけではない。専門家は慎重に受け入れたのであった。ヴェルネット司教は、教会が認めている組織がセクト指定されていることに懸念を示した。ベルギーにおいては、1996年に国会委員会が同様の試みを行ったが、添付されていたセクト団体リストも含め、報告書は国会でほぼ全面否決された。この件に関し、ヴェルネット司教は次のような声明を発表した。

「（ベルギーの委員会報告書は）幾つかの団体を間違ってセクト扱いするなど、不当な認定と思われる要素を含んでいると同時に、リストの内容がメディアで報じられたことから、当該団体やその信者（会員）に対して甚大な影響をもたらした。しかしながら、その声は取り上げられることもない。復権や新たな裁判が実施されることもない。この件を扱う権限を有するとされる機関が無いからである。これは法治国家においては深刻な事態であり、また別の角度から同様の事態が起きる危険が懸念される」。ヴェルネット司教はまた、新興宗教とセクトに関する事典を著しているが、それには400の団体が記載されている（国会報告書には172団体が記載）。カトリック教会の何人かの指導者たちの懸念及びその反応の慎重さは、カトリックの内部において、カリスマ的存在を有しセクトとみなされるような逸脱の様相を呈している団体がセクト指定されるのではないか、という心配によるところが大きい。

### 主要な宗教への批判
「主要な宗教」もセクト指定されるべき基準を満たしていると考える人たちもいる。彼らはそう考える根拠として、カトリック神父の小児愛事件や、イスラム教やユダヤ教における盲目的信仰（狂信）を挙げる。また、「主要な宗教」自体はセクトではないが、その内部にセクトが存在している、と主張する人たちもいる。他方で、「主要な宗教」はセクトと同一視されるものではない、と考える人たちもいる。それらが社会に認められ、社会に溶け込んでいるというのがその理由である。言うなれば、その団体が存在する国の政府が、セクトか否かの決定の保証人となり、宗教団体によって管理されている場合を除き、セクトである可能性があるグループについての調査を禁じているのである。また、「主要な宗教」（とりわけカトリック教会が槍玉に挙げられている）が、セクトに対する不信感を利用し、正統派とされないグループをアウトサイダー化させたり、異端呼ばわりしようとしている、と考えている。セクト擁護者たちは、カトリック教会がそのために、反セクト運動の活動を利用しカトリックの思想や知識を「ADFI（家族と個人を守る会）」に教育している、とも考えている（Joël Labruyère（OMNIUM代表、サイエントロジーに近いとされている）。の「L'Etat inquisiteur」参照。）

著書 Dictionnaire de philosophie の中で、André Comte-Sponvilleはこう記している。
「セクトとは、別の人の教会である」

新聞 Charlie-Hebdo 2000年6月28日号の記事の中で、François Cavannaはこう記している。
「宗教とは、成功を収めたセクトである」

## 対策

### ヨーロッパ
ヨーロッパではEU議会において、1982年4月、社会問題を起こす統一教会への対策が検討された。議題は統一教会に以外のセクト、新宗教に広がり、2年間の討議を経て、1984年5月、セクト対策に関する共通の指針を示した「EC決議」（「宗教団体に与えられた保護の下で活動している新しい組織によるさまざまな法の侵害に対する欧州共同体加盟諸国による共同の対応に関する決議」）が採択された（賛成98、反対28、棄権27））。その後EU議会は1993年、1996年にも更なる決議を採択した。ユーロポール（欧州刑事警察機構）もセクトの情報収集を行って来た。
フランス・ベルギー・ドイツでは、委員会を設けて、セクト団体リストの作成などを行った。フランス政府は、セクト現象についての調査委員会を国会に設置した。2000年2月7日、MILS（Mission interministérielle de lutte contre les sectes ＝ 府省間セクト対策本部）が最初の報告書をまとめ、「人権及び基本的自由を侵害するセクト団体に対しての予防と規制を強化しなくてはならない」と結論づけている。セクト団体リストを含んだこの報告書に続いて反セクト法 （アブー・ピカール法とも呼ばれている）が2001年4月に可決された。法案審議の段階では「精神操作罪」の新設が議論されたが、ヨーロッパ人権条約に抵触しないかという懸念、伝統宗教からの反対により見送られた。代わりに新設されたのが「無知脆弱状態不法利用罪」である。

フランスはセクト対策専門の有効なネットワークを有しており、各省庁（警察・法務・文部科学など）に情報を提供している。また、MILSの担当者が各省庁に派遣されており、情報収集・情報提供・研修を行っているほか、行政組織内にセクトが侵入しないように努めている。この仕事は「勧誘の試みを発見する」ことと逸脱行為を罰することに集約される。その一方で、フランス政府は、宗教団体に対して「セクト」のレッテルを貼る方法に変更を行ったように思われる。先ず、MILSが解散され、MIVILUDES（フランス語: Mission interministérielle de vigilance et de lutte contre les dérives sectaires、府省間セクト的運動警戒対策本部）に置き換えられた。「政府の行動は、信徒（会員）に対して肉体的・精神的な束縛を行っている特定のグループの活動との戦いと、自由の尊重及び政教分離の原則とを、うまく両立させようという配慮に基づいている。危険性を持つと考えられる団体の監視は維持もしくは強化されている。一方で、 2005年6月、サイエントロジーが起こした裁判の際（同団体は敗訴した）、国務院は「セクト団体リスト」に「情報提供的価値」があるとした上で、「セクトと呼ばれている特定の団体の行為が引き起こしかねない危険を考慮し、そうした団体が宗教活動を行っていることを知らせる通達が信仰の自由の原則を無視しているものではない」と述べている。
ベルギーでは、こうした試みは国会での大論争に発展し、同様のリストは作成されなかったが、詳細な報告書が発表された。
スイスでは、連邦評議会が「互いに関係のない」グループに対する悪意的な同一視に注意を払っており、「思想と信仰の自由及び結社の権利は、スイス連邦憲法に記されたものである」としている。スイス国内の少なくとも4か所の裁判所が、サイエントロジーは宗教ではなくて事業だと認定している。

### フランス
1984年5月22日、欧州評議会（EC議会）において宗教団体による法の侵害に対する共同の対応についての決議が採択された。ECの各組織が情報交換することを促し、各組織の調査・評価のための13の基準を定めた。
1995年には、セクト対策の引き金となる議会報告書「フランスにおけるセクト」（「フランスのセクト」、「フランスにおけるセクト教団」、「ギュイヤール報告書」とも呼ばれている）が提出された。この報告書はフランス国内で活動中のセクト的傾向の見られる団体の紹介と、それによって引き起こされる社会問題への対処を提案したものだった。フランスではこの報告書等に基づきセクト対策室が設置され、継続的なセクト対策が行われることとなる。セクト対策の課程で提案され実行に移されたのは、脱税対策、人権侵害調査、子供への洗脳的教育が行われていないかの監視、人権の侵害を行う団体への対処、異文化とセクトの線引きをどうするか、異文化の受け入れ、裁判実績の積み重ね、各県（海外県を含む）における専門部署の設置などである。
2002年からはセクトによる反社会的な行動に対する予防、抑止、対処のために「セクト的逸脱行為関係省庁警戒対策本部」 (フランス語: MIVILUDES)（朝日新聞の記事や一般の翻訳では「省庁間セクト対策室」とも表記される）というフランス首相所轄の機関を中心に大々的にセクト対策を行って来た。
特にフランス政府のセクト対策で問題となったのは西欧的人権だけが人類の価値観でない以上セクトと多文化の線引きをどうするかと、旧来の世俗主義との調和であった。この問題は根幹的なものであり、政府のみならずフランス国内でも話題となり膨大な議論が行われた。またフランスのセクト対策は、宗教に対し踏み込んだものであったため、ヨーロッパ各国から注目された。
フランス政府は、人権や法は宗教に優先するという価値基準により、社会問題となっているかを監視するべきリストを作成した。その結果として宗教で無い団体などもセクトのリストに含まれている。セクト対策の内容は実際の問題行動に対する情報収集や行政指導、各地域への専門部署の設置、洗脳などを含めて教育方法に問題のあると見られる団体の子供へのモニタリング、各種法整備や制度の整備、不法医療行為の取り締まり、被害者救済のための判例の積み重ねなどである。

セクト対策については反セクト法を始め、法律も整備されており、ウェブサイト「Legifrance」で調べることができる。
フランスでは一般的な団体が悪質すぎる活動を行うことが法規制されるように、宗教団体も悪質すぎる活動ができないようある程度の規制が行われるべきだと考えられている。宗教の名のもとにどんな悪質な活動も許されるべきではなく普通の団体と同じように誠実であれと考えられているのである。
これはフランス政府が1995年にセクトへの対策を始めた年から、フランス人全体が熱心に議論し、信教の自由を守るべきだという考えと、社会的逸脱が見られる活動は一般の団体と同じように規制されるべきだという考えのもと奥の深い議論が行われ、その結果政府が一定の規制をかける方針をとったという経緯が存在する。
フランス政府のセクト対策はキリスト教以外を排斥するためだという陰謀論じみたレベルの低い議論や、キリスト教を守れという議論はフランスでは主流とならなかった。全く違う高度な議論の末に対策の議論が行われた。
その内容は以下のようなものとなる。
- 西欧的価値観ではかって、非常に悪質とされる行為が常態化している団体の活動の自由はフランス国内では認められない。
- 洗脳などの結果、被害者や加害者が生まれるような状況が常態化している団体も規制や行政処分や警察や司法の介入が行われるべきである
- 信者の財産を搾取し、信者に最低クラスの生活レベルを強要する自由はない。

他にも色々あるが基本はこのようなものとなる。
一般の組織が悪質すぎることができないよう規制が行われるのが当然であるように、宗教団体も一般の組織と同じように悪質すぎる行動が多数判明した場合一定の規制を受ける。悪質すぎる行動が出来ないように行政指導や緩やかな規制、あくどさが判明している団体について活動にいきすぎや被害者の発生がないか一定の監査や情報収集を行うというものである。これらは各省庁の行政の専門家による思慮深く法的倫理的に言って妥当な範囲で慎重に規制や対策が進められ法整備や省庁の活動が行われることとなった。
セクト対策は無数の難しさを露呈した。例えば教団の活動の結果、被害者や加害者が続出し信者が搾取されたとしても、それは信者の自由意思で行われているのか、教団の体質によるものなのかを慎重に判断しなくていはいけないとされる。自由意思であるものなら教団の責任は非常に小さく見積もらねばならず、教団の法人としての責任を問うことは難しい。
またフランスでは西欧的価値観でみて活動内容が悪質と発覚した団体であっても、それをセクトと安易に認定せず、西欧的価値観以外では悪質でない可能性も考慮し、社会的逸脱が見られる活動が多いが別の文化ではそんなに逸脱していないのかもしれない団体としてとりあつかわなくてはいけないとされている。
信教の自由を守りながら慎重に行われた対策がフランスのセクト対策の本質となった。多数の行政の専門家や民間の識者が思慮深くそれぞれの専門分野で高度な議論を行い。狭義の刑法を根拠として悪質なセクト活動への有効な対策を積み上げていった。安易なキリスト保護主義とは正反対の専門家達による高度な対策、その活動内容がフランスのセクト対策といえた。

### 国民議会「ギュイヤール報告書」
1995年12月、フランス国民議会で採択された報告書『フランスにおけるセクト』は「通常の宗教か、セクト（カルト）か」を判定する国際的な指針の一つとされている。この報告書は、報告書の報告者の名前を取って『ギュイヤール報告書』ともよばれている。
この中で、セクトの本質を「新しい形の全体主義」と定義した上で、以下のように「セクト構成要件の10項目」を列挙している。
1. 精神の不安定化
2. 法外な金銭的要求
3. 住み慣れた生活環境からの断絶
4. 肉体的保全の損傷
5. 子供の囲い込み
6. 反社会的な言説
7. 公秩序の攪乱
8. 裁判沙汰の多さ
9. 従来の経済回路からの逸脱
10. 公権力への浸透の試み

以上の項目のいずれかにあてはまる団体をセクトとみなしている

### セクト的逸脱行為関係省庁警戒対策本部 (MIVILUDES) の報告
以下においては、セクト的逸脱行為関係省庁警戒対策本部 (MIVILUDES) の2004年報告書、2005年報告書による内容である。
その後進展がありフランスのセクト対策で重要視されるのは、セクトが西欧的人権の侵害をし犯罪誘因性の温床となっていないかにシフトした。
- その団体が西欧と異質な価値観を持つ異文化にすぎないのか、逆に適度な国家の介入が必要であるかの線引きが特に重要視された。
- 2004年頃には、フランスはセクトに対する有効なネットワークを有することとなり、その対策も本格化した。
- 具体的な対策内容は、各省庁における専門部署の設置、警察の捜査、司法における判例の蓄積、人権侵害や犯罪がなされていないのかの追跡調査、民間団体からの情報収集等である。
- 各省庁が正当な事由に基づき個別に団体の問題行動に対処するスタンスも重視されている。
- フランスの幾つかの県では、被害が少ない、または国家とは違う思惑によりセクト対策に消極的で、国策としてのセクト対策に参加してない県も存在する。
- セクト対策は微妙で取り扱いの難しい問題を引き起こした。
- 教義等による医療行為の拒否は信者の自由意識に基づくなら合法であるが、教団がそれを強制するならセクト的であるとみなされる、どこからが信者の自由意思による拒否であり、どこからが洗脳なのか判断することは難しい。
- フランス政府は国民を市民社会人として育て子供の将来の自由を保障する教育義務を負っているが、セクト的団体の教育カリキュラムにはそれらを困難化するものがある。その場合裁判などを通じてどこまで教団の教育を認めるかが争点となる。
- セクト的組織の中には信者が社会復帰できなくなるほど財産を搾取し、洗脳する団体がある。教団は信者が教団に疑問を感じたとき財産を回復する権利を保障しなくてはいけない。そのための判例が積み重ねられた。問題は本格的に洗脳された信者の社会復帰は財産の回復だけでは極めて困難だという現実に直面したことでなどある。
- フランス政府が特定団体をセクト指定しているという認識は誤りである。
- 悪質な活動に対しその範囲で正当な規制や罰則や調査が適用され、基本的にセクト団体の活動の自由は認められている。
- 各省庁や国民への注意喚起として注目すべき活動が確認された団体名が公文書に記載され、各省庁や判例を通じて問題団体（資料に掲載されてない団体も含む）の確認されている悪質な行動に対処するというプロセスがとられている。
- 2001年にフランスで制定された反セクト法が唯一のセクト指定（強制解散、フランス国内での5年間の活動禁止を裁判で争うことを可能にした法律）と呼べるものであるが、この法律は非常に悪質な団体を想定しておりセクト的逸脱行為関係省庁警戒対策本部（MIVILUDES）2004年度報告書によれば適用はまだないと公文書に記されている。
- フランス政府による反セクト法以外でのセクト指定や解除であるが。指定や解除が事実あるならそれを示す公文書が存在するはずである。しかしそのような公文書は存在していない、指定や解除に関する話は虚構である（この記述に要出典をつけるには指定や解除を記録した公文書を一枚提示するだけでよい）
- 出典 「MIVILUDES2004年度報告書 - wikisource」日本語訳（安定版） 各省庁のセクト対策の成果やセクト対策の法改正などの具体的な話を確認できる。原文も存在するので原文と照合すればよい。

### フランス以外のヨーロッパ諸国
ドイツは東西が統一した1990年代、共産主義の助長防止などを理由に旧東ドイツ側で作られた新宗教団体に対し活動内容から共産主義の内容を削除するよう求めた。削除に従わなかった団体には、解散命令が下った。また1996年、創価学会インタナショナル（SGI）等を新宗教と精神世界グループの一団体としてリストアップした。続いてベルギーも1990年代SGIに入会した若者らによる犯罪、不法行為が社会問題化。調査でSGIが未成年者を勧誘したことが発覚、1997年、ベルギー議会は未成年者保護のためSGIをセクト的な活動を行う団体にリストアップし未成年者への勧誘、入会を禁止した。逆にイタリア（ヴァチカン市国）は創価学会と反目する日蓮正宗、冨士大石寺顕正会をリストアップしていた。

### 法的措置
- 2001年9月6日、「Chevaliers du Lotus d'or」の指導者Gilbert Bourdinの巨大像が、建築許可に関する裁判の判決によって取り壊された。

- 司法はまた、元信徒の名前を電子ファイルデータに不当使用したとして、サイエントロジーを告訴している（サイエントロジーは敗訴）。同団体は「組織的詐欺」の疑いでも取り調べを受けた。同団体はこの他にも、世界各国で、不審死亡事件に関連した裁判で敗訴している。

セクト的宗教団体の告訴及び判決における主な罪状は、労働法違反、詐欺、危険な状態にある人の救済過失、不法医療行為、児童虐待が列挙できる。フランスの法律は「精神操作」の罪を認知していない（人権諮問委員会によって2000年に提案されたが、採択されなかった）し、成人の同意に基づくところの社会生活の損失に係る問題には関与しない。政府のセクト対策は、情報提供と、特定団体の手法を記載した報告書を発表することにもある。

## ヨーロッパ人権裁判所の与えた影響
欧州人権裁判所のホフマン裁判でフランスが1996年に敗訴して以降、フランスの司法はセクト問題においてヨーロッパ人権条約に準拠した判決を下すようになった。
欧州人権条約9条は宗教の自由を制限する場合には具体的な犯罪があること等、相当の理由が必要であると定めており、以後、これらの問題に関してはこの条約に準拠するようになった。この結果フランスの反セクト法も人権条約に違反しないよう何度も検討され、条約に批准した法律として制定された。人権条約9条自体は国家が多様な宗教制度を取る中で生まれた妥協的な産物であり、国教を定めた国を違法とみなさないなどの片手落ちな側面も見られるが、個人や団体の活動を国家が正当な理由なく制限する場合には違法とみなす判決を下す。また同裁判所は国教を定めないフランスの政教分離をヨーロッパにおいて最も見習うべきものとの見解を示している。またヨーロッパ人権裁判所は欧州人権条約の批准にもとづき各国の裁判所と同等の地位を保証されている。

## 日本での反響
フランス政府のセクト対策の対象に国際的な団体も含まれていた。創価学会やサイエントロジー、エホバの証人、天理教、モルモン教なども含まれていたため各国で議論が起こり、日本でも議論が起きた。
これらの議論はいくつかに分類できる。
- その1　フランスキリスト教会では、他宗教拡大を防止するため、セクトのレッテルを張ることを政策的に利用してきた。

このようなセクトを定義する国は、フランスだけであったが（人道的見地からカトリックの強いドイツでも行われていなかった）、ヨーロッパ各国でも同様の法整備がなされ、この傾向は世界に広がりつつある。
- その2

宗教の名のもとに西欧的人権が無視されることがある。これは異文化なのか、それとも国が対策すべきセクトなのか。国が介入することは弾圧にならないのか？1995年に始まったフランスのセクト対策は、このような認識から始まった。その後フランスのライシテが時代に合っているのかにまで議論はおよび、2000年頃には十分に予算のついた国家規模の施策となっている。セクト調査の基準は警察や裁判資料や各県に設けられた専門部署や民間団体の資料をもとにしている。
セクト対策は国の政策であり、人権と基本的自由のみの完全に純粋な目的であったとは主張しない。脱税を取り締まって税収を増やしたかったのではないかという意見にも一理あり複合的なものである。フランスのセクト対策は国際的に注目を浴び、各国で議論された。おおむねまともな政策であるとの評価を受けている。
またセクト政策はフランス国内にある現地法人のみを対象としておりフランス国内に支部のない宗教団体は全てセクトの対象外であった（例としてオウム真理教）。
なお、2020年、フランスの首相所轄機関であるMIVILUDESに対し、日本で現在、政権与党である公明党の支持母体・創価学会に関する通報が、10件あった。